# Catalina (ciruela)
Catalina es una variedad cultivar de ciruelo (Prunus salicina), de las denominadas ciruelas japonesas.
Una variedad que fue obtenida por Walter Krause en California (EE. UU.) de libre polinización de 'Angeleno'. Introducida en los circuitos comerciales en 1982.
Las frutas son de tamaño grande, piel lisa de color púrpura oscuro a negro cubierta casi en su totalidad por pruina cerosa, y pulpa de color blanco a ambarino, textura muy firme, cuando está madura para comer jugoso pero aún firme, y sabor dulce, jugoso, sobresaliente, 12 a 14° ºBrix. Tolera las zonas de rusticidad según el departamento USDA, de nivel 6 a 9.

## Sinonimia
- "Prunus salicina Catalina".[3]

## Historia
'Catalina' variedad de ciruela, plántula que se originó de polinización abierta del "Parental Madre" 'Angeleno', fue obtenida por Walter Krause antes de 1982 en California (EE.UU.)
'Catalina' está cultivada en Estados Unidos, estando libre de patente de registro.

## Características
'Catalina' árbol medio y muy vigoroso, siendo su fuerte crecimiento erguido una característica notable de la variedad, extendido, bastante productivo. Flor blanca, que tiene un tiempo de floración que comienza a partir del 18 de abril con el 10% de floración, para el 21 de abril tiene una floración completa (80%), y para el 8 de mayo tiene un 90% de caída de pétalos. Es auto estéril necesita un polinizador adecuado.
'Catalina' tiene una talla de fruto grande, de forma redondo ligeramente achatado sobre todo en la zona peduncular, regular y simétrico; epidermis tiene una piel lisa de color púrpura oscuro a negro cubierta casi en su totalidad por pruina cerosa; pulpa de color blanco a ambarino, textura muy firme, cuando está madura para comer jugoso pero aún firme, y sabor dulce, jugoso, sobresaliente, 12 a 14° ºBrix.
Hueso adherente, pequeño, elíptico, aplanado, surcos poco marcados, superficie rugosa. Muy poca acidez en la piel y el hueso.
Su tiempo de recogida de cosecha se inicia en su maduración en la primera decena de agosto, en el centro de California madura 7-10 días antes que Friar.

## Usos
Una buena ciruela de postre fresco en mesa.

## Polinización
Aunque es parcialmente auto polinizable, para una abundante productividad son necesarias variedades polinizadoras tal como 'Blackamber', 'Angeleno', y 'Santa Rosa'.